# Jurovčak
Jurovčak is een plaats in de gemeente Sveti Martin na Muri in de Kroatische provincie Međimurje. De plaats telt 216 inwoners (2001).